# Robley C. Williams
Robley Cook Williams (13 de octubre de 1908 - 3 de enero de 1995)  pionero biofísico y virólogo. Fue el primer presidente de la Sociedad Biofísica.

## Carrera
Williams asistió a la  Universidad de Cornell con una beca de atletismo, completando lalicenciatura en 1931 y el doctorado en físicas en 1935.  Williams comenzó su carrera como investigador como  profesor ayudante de astronomía en la Universidad de Míchigan, y desde 1945, profesor adjunto de físicas. La creciente fascinación por los virus,  lo llevó a dejar Míchigan en 1950, cuándo fue invitado a la Universidad de California, Berkeley por Wendell Stanley, para servir como profesor en el recientemente creado Departamento de Virología.

## Investigaciones
Junto con Heinz Fraenkel-Conrat, Williams estudió el virus de mosaico del Tabaco, y demostró que podría crearse un virus funcional a partir de ARN purificado y un recubrimiento de proteína. Ese mismo año fue elegido como miembro de la Academia Nacional de Ciencias. Williams fue pionero  en el uso del  microscopio electrónico en Biología. Junto con Ralph Walter Graystone Wyckoff, ayudó a desarrollar una técnica para tomar imágenes tridimensionales de las bacterias, con el microscopio electrónico, utilizando una técnica de "sombreado del metal".  También ayudó a desarrollar técnicas biofísicas como el grabado con congelación y el conteo de partículas mediante la técnica de gota de spray. 